# Occupation d'Haïti par les États-Unis
28 juillet 1915 – 1er août 1934
(19 ans et 4 jours)
Entités précédentes :
- État d’Haïti

Entités suivantes :
- Haïti

L'occupation d'Haïti par les États-Unis débuta le 28 juillet 1915 lorsque 330 Marines américains furent envoyés par le président américain Woodrow Wilson pour débarquer en Haïti, afin d'y protéger les intérêts économiques américains. Un premier débarquement, à partir de l'USS Montana, avait déjà eu lieu le 27 janvier 1914.
Décidant d'intervenir par la force, les États-Unis, dont des soldats étaient présents sur l'île depuis 1914, envahissent le pays et établissent par un traité leur domination militaire, commerciale et financière. Une nouvelle Constitution est écrite par les États-Unis et instaurée en 1918. L'instauration du travail forcé et le racisme des Marines favorisent les recrutements par la résistance nationaliste, dirigée par Charlemagne Péralte, qui comprend 5 000 combattants permanents et 15 000 irréguliers. La zone de la guérilla concerne essentiellement le Nord et le Nord-Est du pays.
Après de multiples combats aux abords de certaines grandes villes, les rebelles donnent l'assaut à la capitale, Port-au-Prince, le 7 octobre 1919. Les forces d'occupation américaines peuvent compter sur leur avantage matériel : utilisation de mitrailleuses, avions de reconnaissance, missions de patrouilles et de mitraillage par des hydravions. La liberté de circulation à l'intérieur du pays est supprimée par l'occupant avec l'instauration de passeports intérieurs, et, surtout, la répression frappe régulièrement la population civile, au point que le commandement général des Marines reconnaisse la réalité de « tueries sans discrimination » dans les campagnes de contre-insurrection. Des paysans sont internés dans des camps de concentration sous prétexte de nécessité militaire de regroupement. En trois ans, 5 500 paysans y seraient morts.
Charlemagne Péralte est assassiné le 1er novembre 1919, un espion ayant conduit les Marines jusqu'à lui. Benoît Batraville reprend le commandement et parvient à maintenir l'activité de la guérilla, mais est tué au combat le 18 mai 1920. Après la mort de ses chefs, démoralisée, la guérilla s'éteint progressivement. L'occupation prend fin en 1934, lorsque le président Franklin Delano Roosevelt applique un accord de désengagement datant d'août 1933. Le dernier contingent de Marines quitte le pays en août 1934, après avoir formellement transféré l'autorité aux forces armées haïtiennes.

## Causes

### Un pays instable et stratégique
Entre 1911 et 1915, Haïti vit son gouvernement changer six fois de mains à la suite d'une série d'assassinats politiques et d'exils forcés. Un certain nombre d'armées révolutionnaires furent responsables de ces coups d’État. Chacune d'entre elles était formée de cacos, paysans-bandits issus des montagnes du Nord, le long de la poreuse frontière avec la République dominicaine, recrutés par des factions politiques rivales sur la base de promesses pécuniaires et de perspectives de pillage, qui seraient assurées en cas de succès du coup d'État.
Les États-Unis étaient particulièrement préoccupés par le rôle (réel et imaginaire) joué par l'Empire allemand, intervenu plusieurs fois durant les précédentes décennies dans les Amériques, y compris en Haïti. Ce pays européen cherchait à entretenir, loin de ses bases, une certaine influence en tant que puissance rivale de plus en plus hostile à la domination américaine, alors régie par la doctrine Monroe. Lorsque éclata la Première Guerre mondiale, l'importance stratégique de l'île d'Haïti, avec sa main-d'œuvre et ses richesses abondantes, ainsi que ses ports, fut compris par la plupart des parties prenantes dans les Caraïbes, notamment les marines allemande et américaine. Par conséquent, sur l'île d'Hispaniola, les investissements allemands, autant sur le plan militaire que sur l'espionnage, furent considérables. Ces investissements entraient dans le cadre d'un plus large réseau d'espionnage et d'intérêts militaires établi en Amérique latine et aux Caraïbes durant la fin du XIXe siècle, des années 1900 et 1910.

### L'influence allemande à Haïti

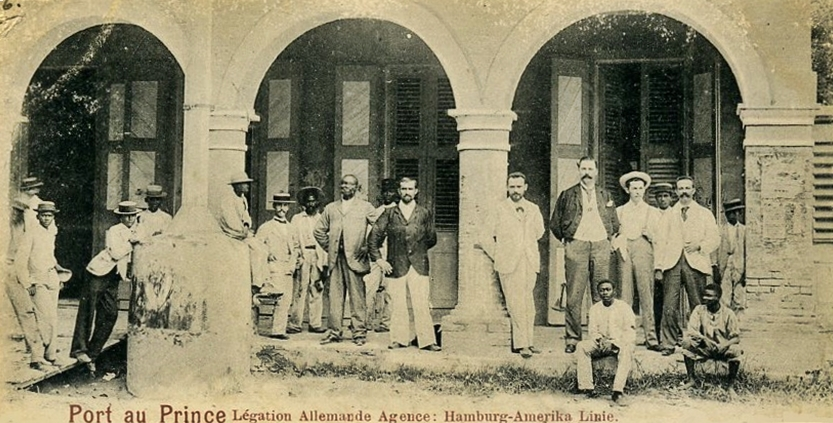
Personnel de la légation allemande à Port-au-Prince en 1900.

La crainte engendrée par les ambitions allemandes se reflétait par une rivalité et des tensions grandissantes avec la petite communauté allemande établie en Haïti. Bien que composée d'environ 200 personnes en 1910, elle y détenait un pouvoir économique disproportionné. En effet, elle contrôlait environ 80 % du commerce international d'Haïti, possédait et exploitait les services publics à Cap-Haïtien et à Port-au-Prince, à savoir le principal quai portuaire et le tramway de la capitale ainsi que le chemin de fer desservant la Plaine du Cul-de-Sac.
De plus, la communauté allemande était plus intégrée dans la société haïtienne que les autres communautés occidentales, y compris les Français. Certains Allemands épousèrent des Haïtiennes issues des plus grandes familles mulâtres, afin de contourner l'interdiction faite aux étrangers, par la constitution haïtienne, de posséder des terres en Haïti. Les Allemands gardèrent de forts liens avec leur patrie ainsi qu'avec l'armée et les réseaux d'espionnage allemands en Haïti, et y furent également les principaux pourvoyeurs de fonds aux nombreuses révolutions, accordant des prêts à fort taux d'intérêt à diverses factions politiques haïtiennes. En conséquence, les Allemands étaient perçus comme une menace pour les intérêts des Américains, et ces derniers considéraient donc la communauté allemande en Haïti comme un éventuel cheval de Troie qui profiterait au gouvernement impérial de Berlin.

### Montée des tensions

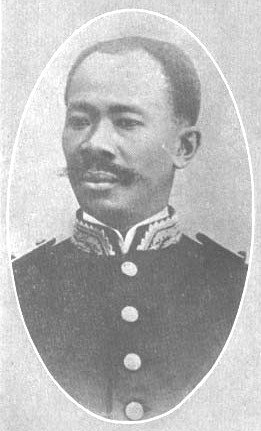
Jean Vilbrun Guillaume Sam.

À partir de 1908, les compagnies américaines négocient des concessions exorbitantes pour construire des voies ferrées et développer des plantations de bananes en expropriant les paysans. En 1910, la banque américaine National City achète une part importante de la Banque de la République d'Haïti, banque centrale qui, à la fois est trésorier du pays et dispose du monopole sur l'émission de billets. Les possibles effets sur Haïti de la guerre en Europe inquiétent aussi les États-Unis. La communauté d'origine allemande y exerce en effet un pouvoir économique prépondérant. La majorité du commerce maritime est détenue par des Allemands qui, souvent sont alliés aux riches familles métis locales. D'autres éléments pèsent dans l'importance de ce territoire pour les Etats-Unis. Outre la protection des intérêts des Banques américaines et des investissements effectués, l'ouverture du canal de Panama en 1914 a donné également une importance stratégique nouvelle aux pays dits des Grandes Antilles. 
Depuis 1906 en particulier, le pays est dans le champ d'application de la « diplomatie du dollar » et le département d’État fait pression en 1910-1911 sur Port-au-Prince pour assurer l'entrée de la Citibank dans le capital de la Banque nationale. Depuis, la National City Bank s’emploie à conquérir de l'intérieur l'institution tout en essayant d'acculer les gouvernements haïtiens, endettés, à accepter le contrôle des douanes. En décembre 1914, des troupes américaines s’emparent de fonds publics contenus dans la banque et les transfèrent aux États-Unis, malgré les protestations haïtiennes contre un « acte de piraterie internationale ». 
Le vice-président de la Banque nationale, Roger L. Farnham, définit le plan qui sera adopté par le département d’État. Il s'agit, à la faveur d'une occupation militaire, de contrôler l’ensemble de l’administration et ainsi de favoriser les intérêts économiques américains dans le pays. En dépit d'une forte pénétration par les capitaux américains de l’économie haïtienne (chemins de fer, transports urbains, électricité, etc.), la Constitution refusait aux étrangers le droit de propriété immobilière, les tenant éloignés de nombreux secteurs (sucre, café, coton, tabac, bois, etc.).
Entre 1910 et 1911, dans le but de limiter l'influence allemande, le département d'État apporte son soutien à un consortium d'investisseurs américains, constitué par la National City Bank of New York (aujourd'hui Citibank), pour l'acquisition de la Banque Nationale d'Haïti, unique banque commerciale et trésorerie nationale du pays. 
En février 1915, Jean Vilbrun Guillaume Sam, nommé président à vie, conserve la dictature. En juillet, dans le cadre d'une nouvelle révolte anti-américaine, il fait exécuter 167 prisonniers politiques, tous issus de riches familles mulâtres ayant une descendance des liens avec la communauté allemande. Dès lors que le massacre fut connu, Sam est lynché par la foule à Port-au-Prince.
Cette révolte anti-américaine menaçait bien entendu les intérêts économiques américains en Haïti, comme la Haitian American Sugar Company. De plus, un Haïtien anti-américain supporté par les cacos, Rosalvo Bobo, était en passe de succéder à Sam à la tête du pays. Le gouvernement américain décida alors d'agir rapidement afin d'y préserver ses intérêts.

## L'occupation

### Invasion

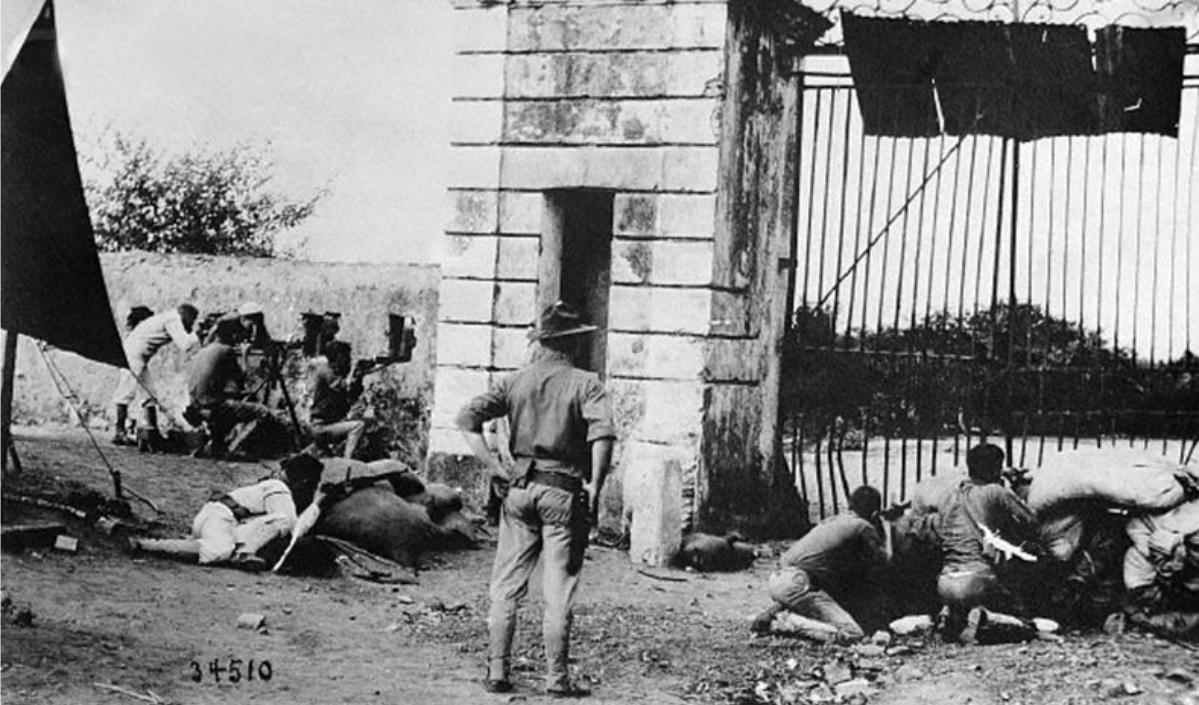
Combats entre Haïtiens et Marines américains à Cap-Haïtien en 1915.

Le président américain Woodrow Wilson envoya 330 Marines à Port-au-Prince le 28 juillet 1915. Le secrétaire à la Marine des États-Unis ordonna au commandant de l'invasion, l'amiral William Deville Bundy, de « protéger les intérêts américains et étrangers ». Un autre objectif de l'invasion était de modifier la Constitution haïtienne qui interdisait aux étrangers d'y posséder des terres. Néanmoins, afin d'éviter les critiques de l'opinion publique américaine, l'occupation fut présentée, par le contre-amiral Caperton, comme étant une « mission visant à rétablir la paix et l'ordre » qui « n'a rien à voir avec de quelconques tractations diplomatiques passées ou futures ». Les Marines ne rencontrèrent de résistance que de la part d'un seul soldat, Pierre Sully, qui fut tué.
Le 17 novembre 1915, les Marines capturèrent Fort Rivière, bastion des rebelles cacos, mettant fin à la première guerre des Cacos.

### Prise de contrôle du pays

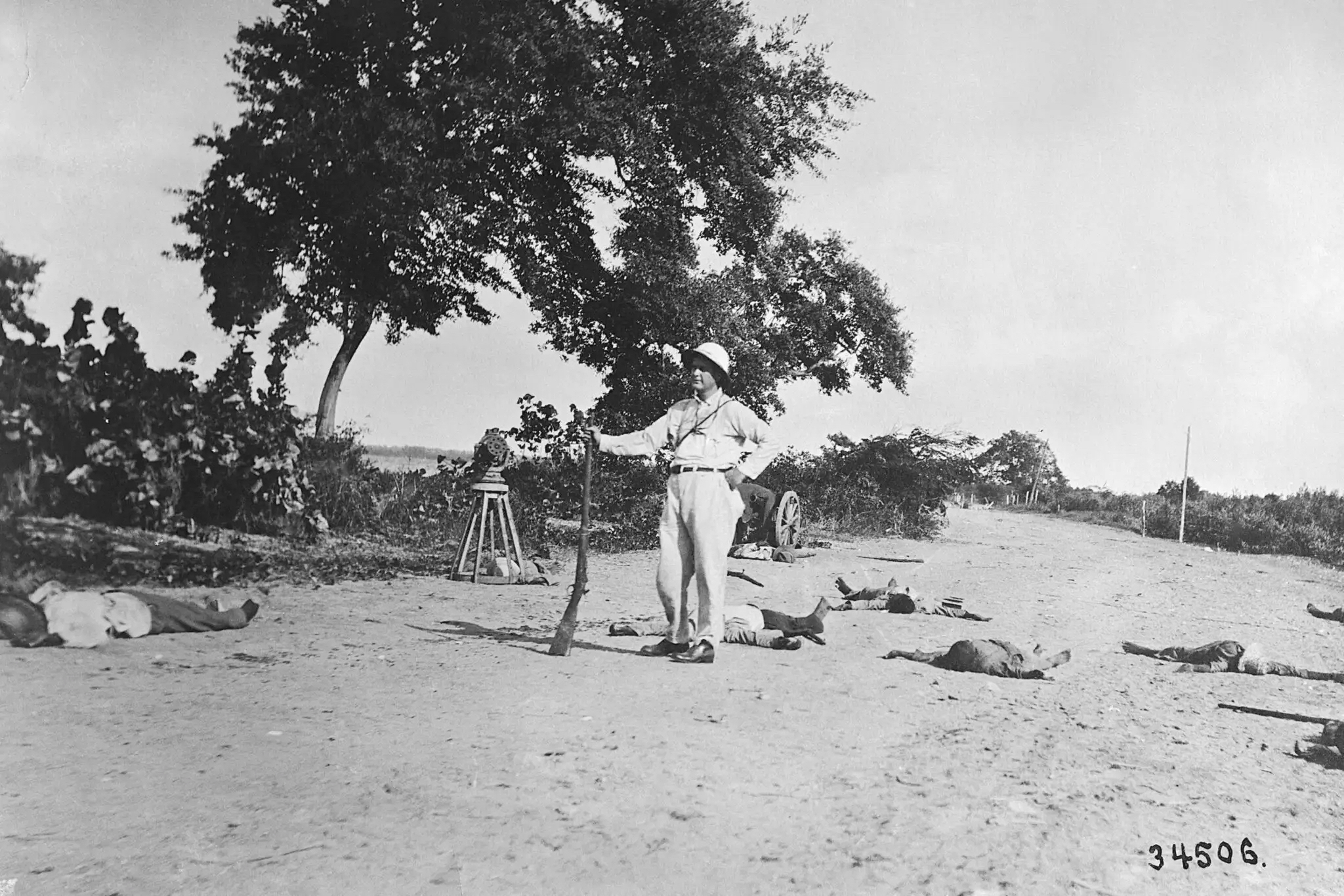
Américain posant avec des cadavres de révolutionnaires haïtiens tués par les mitrailleuses des Marines, 11 octobre 1915.

Le gouvernement haïtien avait contracté de plus en plus de prêts auprès des banques américaines et françaises durant les dernières décennies, et s'était révélé incapable de les honorer. Si l'anti-américain Rosalvo Bobo avait été porté à la tête du pays, celui-ci aurait refusé de rembourser les dettes du pays, et l'aurait fermé aux investissements américains. Au bout de six semaines d'occupation, les représentants du gouvernement américain contrôlaient les douanes et les institutions administratives comme les banques et la trésorerie nationale haïtiennes. De même, ils réussirent à rediriger 40 % du revenu national vers le remboursement des créanciers américains et français. Malgré les dettes importantes dues à ces derniers, cette mesure fut controversée. Elle permit de stabiliser le gouvernement haïtien et de lui assurer une crédibilité internationale, mais elle se fit aux dépens d'autres dépenses publiques, et ses détracteurs prétendirent qu'elle bloquait le développement économique. Durant les dix-neuf années de l'occupation, des conseillers américains gouvernèrent le pays, n'hésitant pas à faire appel au Corps des Marines pour faire appliquer leurs décisions.
Les commandos de Marines attaquent le fort Rivière dans lequel se sont retranchés les insurgés cacos, hostiles au régime haïtien et à l'intervention américaine. En six semaines, les États-Unis font élire un Président, le président du Sénat Philippe Sudre Dartiguenave et signer un Traité, base légale de l’occupation, par lequel ils prennent le contrôle des douanes et de l’administration. L’administrateur américain a le pouvoir de veto sur toutes les décisions gouvernementales d’Haïti et les officiers des Marines servent dans les provinces. Ainsi, 40 % des recettes de l'État passent sous le contrôle direct des États-Unis. L'armée est dissoute au profit d'une gendarmerie, destinée à maintenir l'ordre intérieur. Les officiers sont américains. Les institutions locales, cependant, continuent à être dirigées par les Haïtiens.
En 1917 le président Dartiguenave demande la dissolution de l’Assemblée qui a refusé d’approuver une Constitution inspirée par le secrétaire à la Marine des États-Unis : Franklin Delano Roosevelt. Ceci est fait par la gendarmerie, commandée par le Marine Smedley Butler. En 1918, cette constitution est approuvée par référendum (mais avec 5 % de votants). D’inspiration libérale, elle autorise la propriété foncière aux étrangers, ce qui était interdit depuis l'acte d'indépendance du pays. De grandes compagnies américaines s'installent.

### Formalisation de la dépendance aux États-Unis
En septembre 1915, le Sénat américain ratifia la convention américano-haïtienne, un traité accordant aux États-Unis le droit de supervision de l'économie et de la défense d'Haïti pour une durée de 10 ans. De plus, les représentants américains se voyaient accorder un droit de veto dans toutes les décisions gouvernementales en Haïti, et les commandants du Corps des Marines l'administration des départements haïtiens. Les institutions locales restaient entre les mains des Haïtiens, comme prévu dans les lois instaurées sous la présidence de Woodrow Wilson.
L'administration remania considérablement le chancelant système constitutionnel haïtien, réinstaurant le service civil pour la construction de routes, et établirent un système de Gardes nationales. De plus, les Américains améliorèrent grandement l'infrastructure nationale : réhabilitation de 1 700 km de routes, construction de 189 ponts, rénovation de nombreux canaux d'irrigation, construction d'hôpitaux, d'écoles et de bâtiments publics et raccordement des principales villes à l'eau potable.

### Opposition et violences

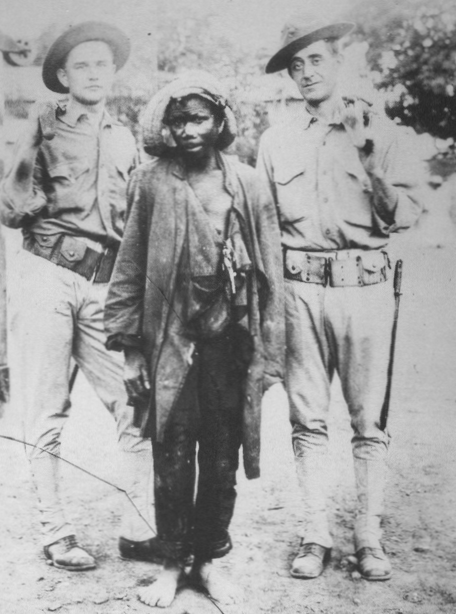
Capture d'un rebelle haïtien cacos par des Marines américains.

Habitués à leur ségrégation raciale, les occupants américains se montrent racistes. Cette attitude consterne en particulier l'élite métisse, francophone et éduquée. L’indignation engendre une nouvelle fierté raciale qui s’exprime dans le travail d'une nouvelle génération d’historiens, d'écrivains (comme Jacques Roumain) et artistes.
L'opposition à l'occupation débuta immédiatement après le débarquement des Marines en Haïti en 1915. Les rebelles (surnommés « cacos » par les soldats américains) résistèrent vivement à la prise de contrôle du pays par les États-Unis. Au début de l'occupation, ils reçurent un grand soutien de la part du gouvernement allemand et de l'élite germano-haïtienne retranchée. La marge de manœuvre des Allemands était limitée par leur implication dans la Première Guerre mondiale depuis l'année précédente, tandis que les États-Unis étaient encore neutres à ce stade du conflit. Chacune des parties considérait l'autre comme un obstacle à sa domination sur l'île d'Hispaniola. Les principaux bénéficiaires des visées hégémoniques de l'Allemagne étaient donc les rebelles cacos. En réponse à cette résistance montante, les gouvernements haïtien et américain lancèrent une intense campagne militaire dans le but de démanteler les troupes rebelles.
Le racisme des forces d'occupation américaines envers les Haïtiens était répandu. Aux débuts de l'occupation, élite haïtienne et officiers américains étaient souvent en contact lors de soirées et dans les clubs. L'arrivée des familles de ces derniers en Haïti minimisa ces contacts. Mais les relations se dégradèrent considérablement lorsque les officiers américains furent envoyés en Europe alors que leur pays était entré dans la Première Guerre mondiale. Les soldats et les officiers de grade moins élevé restants étaient considérés comme ignorants et vulgaires par l'élite haïtienne. De nombreux cas de Marines excessivement alcoolisés furent rapportés, à l'origine de rixes et d'agressions sexuelles à l'encontre de femmes haïtiennes. Cette situation conduisit John A. Lejeune, général de la marine basé à Washington, à interdire la vente d'alcool aux Marines américains en Haïti.  
Cette occupation fut très violente. Le secrétaire de la NAACP (National Association for the Advancement of Colored People, Association nationale pour la promotion des gens de couleur) Herbert J. Seligman, le 10 juillet 1920, raconte : « Des camps militaires furent construits à travers toute l'île. Les propriétés des autochtones furent saisies pour un usage militaire. Les Haïtiens qui portaient une arme sur eux étaient abattus à vue. Des mitrailleuses furent utilisées contre des foules d'Haïtiens désarmés, et certains Marines avec lesquels j'ai eu l'occasion de discuter m'ont déclaré qu'ils ne se préoccupaient pas de savoir combien d'autochtones furent tués ou blessés ».

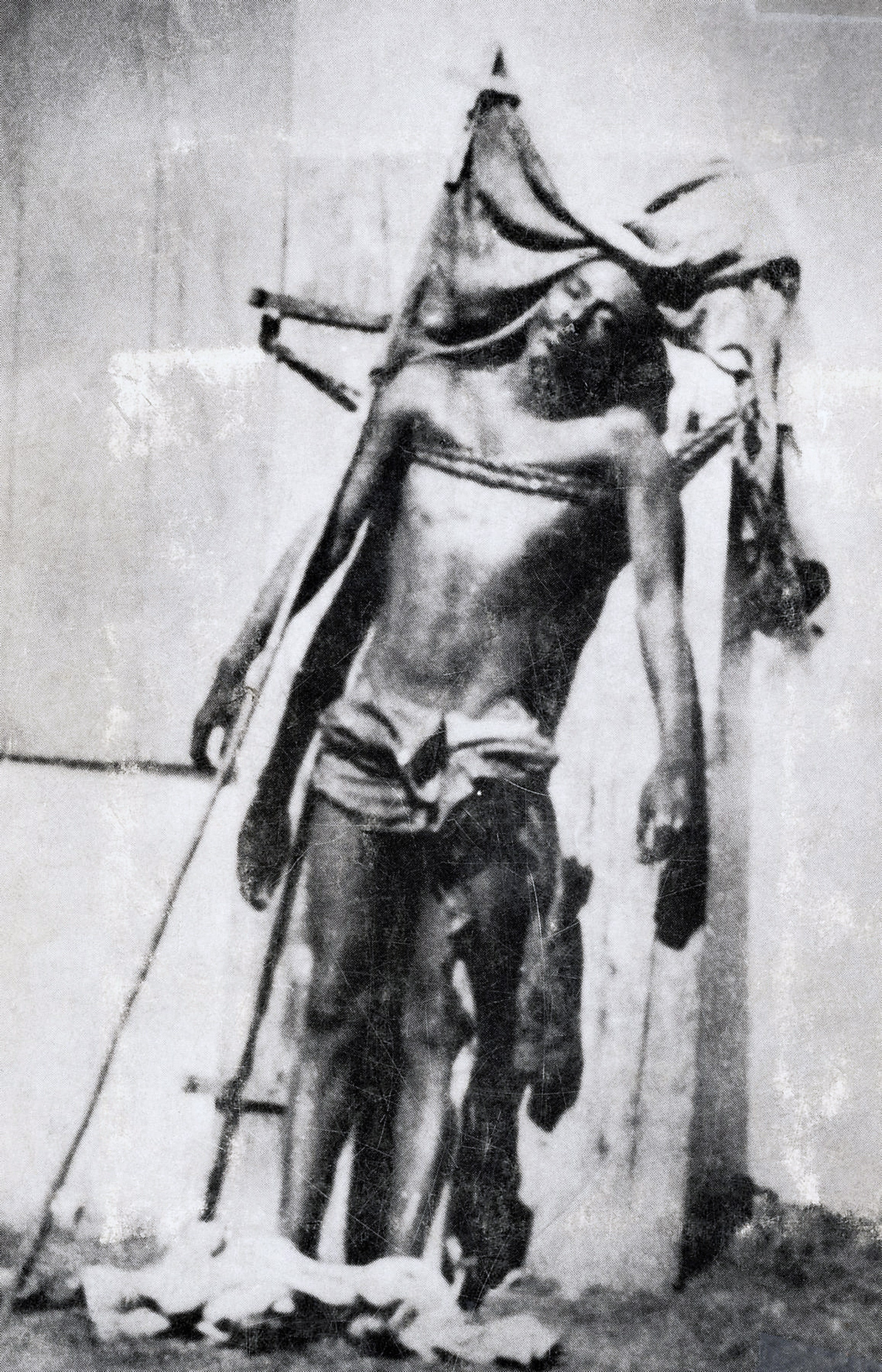
Cadavre de Charlemagne Péralte cloué sur une porte de la ville de Hinche après son assassinat par les Marines américains en 1919.

Les forces rebelles n'étaient pas en reste, et s'adonnaient également à des exactions, des actes de terrorisme et autres crimes de guerre à l'encontre des forces d'occupation et de la population générale. Une rébellion comprenant 5 000 cacos fut conduite par Charlemagne Péralte en 1918, responsable d'une attaque sur Port-au-Prince, avant que ce dernier ne soit tué l'année suivante. La seconde guerre des Cacos prit fin en 1920 avec la mort de Benoît Batraville, également à l'origine d'une attaque sur la capitale.
Gênés par la brutalité de cette répression devant l'opinion publique et ne bénéficiant plus de la justification de la guerre contre l'Allemagne, les États-Unis envoient en 1921 une commission d'enquête du Sénat. Profitant en 1922 de l’élection d’un autre Président, Louis Borno, les États-Unis s'engagent à fournir à Haïti une aide politique et économique en contrepartie de l’occupation. S'instaure alors ce que l'opposition appela « la dictature bicéphale » entre Borno et le Haut-Commissaire, le général John Russell. La politique douanière est modifiée. Les finances publiques sont assainies et l’endettement réduit. La monnaie nationale, la gourde, est rattachée au dollar, assurant sa stabilité (mais au risque de la surévaluer).

### Maintien des troupes américaines
La fin de la Première Guerre mondiale et la défaite de l'Allemagne privèrent d'une part les rebelles haïtiens de leur principal soutien dans la guérilla, et d'autre part soulagèrent les craintes des États-Unis quant à l'éventualité de la prise de contrôle d'Haïti par une puissance hostile. Néanmoins, l'occupation se poursuivit après la fin de la Grande Guerre, malgré l'embarras dans lequel il plongea le président Wilson à la conférence de la paix de Paris en 1919 et lors d'une enquête du Congrès américain en 1922.
Le gouvernement Borno/Russell supervisa l'expansion économique du pays, avec la construction de 1 600 km de routes, l'établissement d'un central téléphonique automatique, la modernisation des infrastructures portuaires et la mise en place d'un système de santé publique. Le sisal fut introduit en Haïti pour diversifier l'agriculture, et le pays augmenta ses exportations de sucre et de coton.    
L’administration et l’armée sont professionnalisées, et la corruption combattue. La gendarmerie devient une force efficace. L'instruction publique, longtemps négligée, est reprise depuis le primaire et axée sur la formation professionnelle, au détriment des « libéralités » qui ne bénéficient qu'aux classes fortunées. Les infrastructures connaissent un essor sans précédent : ainsi, le téléphone automatique est installé à Port-au-Prince ; les ports sont équipés de quais et de phares ; un service de santé publique est développé, avec hôpitaux et dispensaires de campagne. 1 700 km de routes sont créées et entretenues. La culture du sisal est introduite et les exportations de sucre et de coton se développent.
Toutefois, cette marche forcée vers la modernité se fait aux dépens de la démocratie, le Sénat restant dissout. Borno se fait réélire par un Conseil d'État dont il a choisi les membres.
Les Haïtiens conservent une forte hostilité envers l'occupant américain qui n'hésitait pas à faire usage des armes. En 1929, la crise économique mondiale réduit les exportations agricoles alors que des taxes et normes nouvelles frappent les paysans. Le 6 décembre. Des paysans se rendant à une fête se heurtent à des Marines au lieu-dit de Marchaterre qui les prennent pour des manifestants : des tirs sont effectués sur ces paysans, provoquant plus de dix morts, et de très nombreux blessés. L’opposition se déchaîne. Le président des États-Unis Herbert Hoover propose au Congrès l’envoi d’une commission d’enquête dans le but de se retirer d’Haïti. Elle est dirigée par William Cameron Forbes. En avril 1930, elle fait élire un président provisoire : Louis Eugène Roy qui organise des élections législatives.

### Fin de l’occupation

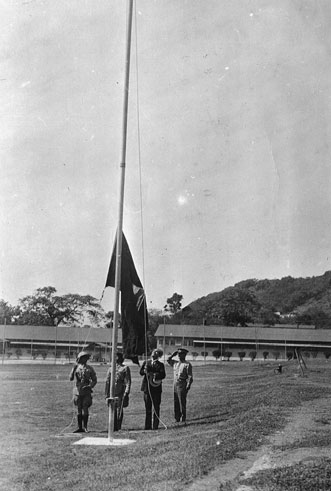
6 août 1934 : le drapeau haïtien est hissé à Cap-Haïtien lors d'une cérémonie marquant la fin officielle de 20 ans d'occupation du pays par les États-Unis.

Après la fin du mandat de Louis Borno, l’ancien maire de Port-au-Prince, Sténio Vincent, soutient le nouveau président Louis-Eugène Roy et pousse ce dernier à organiser des élections générales. Sous pression, Roy accepte de démissionner et d'organiser un nouveau scrutin.
Déclaré candidat, Vincent crée son propre parti politique, le Parti républicain haïtien (PRH). Sa principale promesse de campagne est de rendre sa souveraineté au pays et de mettre fin à l'occupation américaine. Populaire pour son hostilité aux américains, Vincent est élu avec plus de 70 % des voix.
Son élection change la donne. Son homologue américain, le président Herbert Hoover, sentant que l'occupation n'était plus dans les intérêts des États-Unis, institua une commission de réflexion dirigée par William Cameron Forbes. Elle salua les réalisations américaines, mais dressa un tableau réaliste du malaise haïtien: manque d'influence de la classe politique locale, absence de mouvement démocratique structuré et éclairé, pauvreté chronique, illettrisme. Hoover ne prit aucune décision formelle, mais le retrait des troupes avait commencé dans les faits quand lui succéda en 1933 le démocrate Franklin Roosevelt.
Le nouveau président connaissait particulièrement bien le pays pour avoir, en tant que secrétaire assistant à la Marine, participé à la rédaction de la Constitution haïtienne. Favorable à l'exercice de l'influence américaine par la diplomatie, avec sa « politique de bon voisinage », il signa en août 1933 un accord de retrait. Il fallut un an pour que le dernier contingent américain quitte Haïti.
Les troupes américaines partent le 21 août 1934. Les États-Unis maintiennent cependant leur contrôle sur les douanes jusqu'en 1946.